# Nouvelle Donne (parti politique)
Pour les articles homonymes, voir Nouvelle donne.
Nouvelle Donne est un parti politique français de gauche lancé en 2013 par Pierre Larrouturou. Il se positionne principalement sur les questions économiques, sociales et environnementales, et pour le renouvellement des pratiques démocratiques.

## Historique

### Formation du mouvement

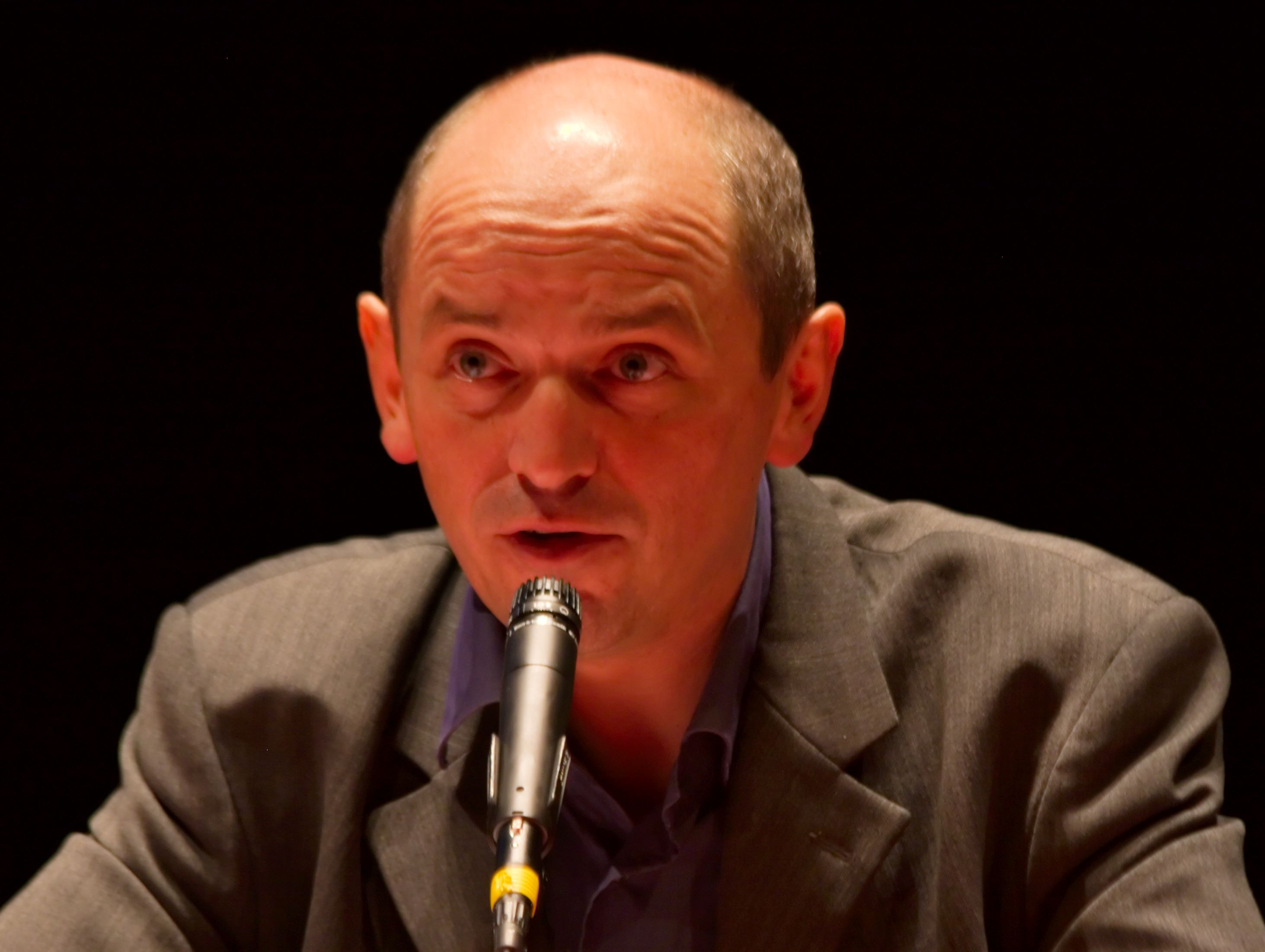
Pierre Larrouturou en 2008.

Le parti est lancé le 28 novembre 2013 par Pierre Larrouturou après une première tentative lors des élections législatives françaises de 2002.
En mars 2012, plusieurs personnalités créent le Collectif Roosevelt, afin de porter quinze propositions auprès des candidats à l'élection présidentielle française de 2012, à travers un manifeste signé par plus de 100 000 personnes.
Après la victoire du candidat PS, François Hollande à l'élection présidentielle, Pierre Larrouturou et Stéphane Hessel choisissent de porter ces idées au sein du Parti socialiste (PS) désormais au pouvoir. Stéphane Hessel mène alors la motion 4 « Oser plus loin, plus vite » au congrès de Toulouse qui doit désigner le nouveau premier secrétaire. La motion arrive en troisième position avec 11,78 % des voix.
Lors de la constitution des listes PS pour les élections européennes de 2014, le PS n'accorde aucune place éligible à la motion 4.
Le 28 novembre 2013, Pierre Larrouturou annonce la création du parti Nouvelle Donne. Le parti est baptisé ainsi en référence au New Deal, le programme politique dont la traduction française est Nouvelle Donne, lancé par Franklin Delano Roosevelt dans les années 1930 pour sortir les États-Unis de la Grande Dépression. Le parti affirme faire sien le constat d'une croissance économique très faible et soutient que la crise économique actuelle provient essentiellement d'un problème de redistribution, que ce soit en termes de partage des revenus ou du travail. D'où une série de propositions construites autour d'une révision de la fiscalité et d'une réduction du temps de travail individuel. Cette politique serait soutenue par une démarche d'inspiration keynésienne de relance centrée entre autres sur la transition énergétique.
Le mouvement veut réunir des citoyens qui s'engagent pour la première fois, des militants et des élus venus du Front de gauche, d'EELV, du PS, du MoDem, des gaullistes sociaux, des patrons, des précaires, ainsi que des figures médiatiques. Les fondateurs du parti incluent un certain nombre de personnalités issues de la société civile : Bruno Gaccio,,,,,, Patrick Pelloux,,,,,, Susan George (présidente d'honneur d'Association pour la taxation des transactions financières et pour l'action citoyenne (ATTAC),,, Dominique Méda,,, (sociologue), Olivier Berruyer (économiste),,,, Christiane Hessel-Chabry,,,,,, Marie-Monique Robin,,, Cynthia Fleury (philosophe), Alain Godard, Edgar Morin,,,,,.
Certains de ces fondateurs ont depuis pris leurs distances avec le parti, comme Edgar Morin, qui a affirmé qu'il ne voterait pas Nouvelle Donne, Patrick Pelloux, qui s'est déclaré furieux de l'utilisation de son image, et n'a pas non plus voté Nouvelle Donne.
Le parti présente des candidats aux élections européennes de 2014 et ambitionne à son lancement de devancer le PS lors de ce scrutin.
Le 5 décembre 2013, la députée écologiste Isabelle Attard, en annonçant quitter EELV pour rejoindre Nouvelle Donne, devient la première parlementaire du mouvement. Les députées européennes Malika Benarab-Attou et Françoise Castex rejoignent le parti après s'être vu refuser leurs reconductions par leurs partis respectifs. Ainsi, le parti a eu deux députés européens, jusqu'aux élections européennes de 2014.
Nouvelle Donne revendique plus de 11 000 adhérents jusqu'en 2014,, 12 000 en 2015, 3 000 le 9 décembre 2016.

### Processus de co-construction et première assemblée générale
Après les élections européennes, le mouvement se lance dans un processus de structuration interne, à travers la consultation de ses 11 000 adhérents, invités à « co-construire » le parti. Ce processus de « co-construction » aboutit à la rédaction et à l'adoption de nouveaux statuts lors d'une Assemblée générale en janvier 2015, un peu plus d'un an après la création de Nouvelle Donne.
Les nouveaux statuts sont adoptés le 4 janvier 2015 (à 86 % des suffrages exprimés et un taux d'abstention de 88 %)[réf. nécessaire], prévoyant la mise en place d'un parlement du parti appelé « Conseil citoyen » composé à parité de représentants désignés par un jury d'adhérents tirés au sort et de représentants régionaux. La nouvelle structure prévoit également l'élection directe par les adhérents de deux coprésidents, deux secrétaires, un trésorier et de deux porte-paroles, ainsi que la mise en place d'un Conseil programmatique et d'un comité éthique.
Le 21 juin 2015, Isabelle Attard publie, avec soixante autres membres de Nouvelle Donne (dont notamment le porte-parole Joseph Boussion), une lettre annonçant leur départ regrettant l'isolement volontaire du parti.

### Stratégie électorale

#### Élections européennes de 2014
Pour les élections européennes de 2014, le conseil national temporaire de Nouvelle Donne délègue à des commissions d'adhérents tirés au sort la constitution des listes de candidats. Durant le week-end du 5 et 6 avril 2014, sept jurys d'une vingtaine de personnes chacun auditionnent les candidats à la candidature. La candidature de la députée européenne Françoise Castex n'est pas retenue, en cohérence avec la Charte du parti qui prône la non réélection.
Sept listes sont déposées (dans toutes les circonscriptions métropolitaines). Les têtes de listes, cinq hommes pour deux femmes, sont :
- Isabelle Maurer[30] dans la circonscription Est ;
- Pierre Larrouturou dans la circonscription Île-de-France ;
- Laurence Danieau dans la circonscription Massif central-Centre ;
- Arthur Devriendt dans la circonscription Nord-Ouest ;
- Emmanuel Poilâne dans la circonscription Ouest ;
- Jean-Baptiste Coutelis dans la circonscription Sud-Est ;
- Joseph Boussion dans la circonscription Sud-Ouest.

Nouvelle Donne n'a pas présenté de candidats dans la circonscription Outre-Mer.
L'appartenance à un groupe politique du Parlement européen ne devait être fixé par Nouvelle Donne qu'après les élections, après consultation des adhérents. Alors qu'au Conseil régional d'Île-de-France, le coprésident du mouvement Pierre Larrouturou siègeait encore à ce moment-là avec les conseillers régionaux du Parti socialiste, Nouvelle Donne a annoncé que ses élus éventuels ne siègeraient ni au sein du groupe socialiste, ni avec l'UMP au sein du groupe du Parti populaire européen.
Le programme de Nouvelle Donne comportait la création d'une double monnaie baptisée « eurofranc » et dont la masse monétaire est entièrement créée par un début de revenu de base de 150 eurofrancs par mois, pour tous les citoyens majeurs en France. Ce serait une monnaie locale nationale, non convertible, sur la base 1 eurofranc = 1 euro.
Alors que l'objectif au lancement de Nouvelle Donne était de dépasser le Parti socialiste et d'avoir quatre ou cinq élus, les listes n'obtiennent qu'un résultat global de 2,9 % et aucun élu.
| Circonscription       | Nombre de voix | %exprimés |
| --------------------- | -------------- | --------- |
| Est                   | 59 310         | 2,44      |
| Île-de-France         | 93 857         | 3,06      |
| Massif central-Centre | 41 878         | 2,84      |
| Nord-Ouest            | 65 617         | 2,41      |
| Ouest                 | 96 173         | 3,53      |
| Sud-Est               | 104 424        | 3,15      |
| Sud-Ouest             | 88 515         | 3,01      |
| France entière        | 549 774        | 2,90      |

#### Élections régionales de 2015
Lors des élections régionales de 2015, le mouvement laisse libre chaque comité régional du parti de décider ou non de la possibilité de présenter des candidats dans les nouvelles régions françaises. Deux tendances se dégagent : des listes autonomes (Aquitaine-Limousin-Poitou-Charentes, Languedoc-Roussillon-Midi-Pyrénées, Normandie et Provence-Alpes-Côte d'Azur) et des listes d'alliances avec Europe Écologie Les Verts en Centre-Val de Loire et au sein d'un rassemblement citoyen avec Europe Écologie Les Verts, le Parti de Gauche, Ensemble ! et la Nouvelle Gauche socialiste en Auvergne-Rhône-Alpes et Nord-Pas-de-Calais-Picardie. 
Enfin, il est à noter que certains comités régionaux de Nouvelle Donne décident de ne pas présenter de listes autonomes ou en alliance : Corse, Alsace-Champagne-Ardenne-Lorraine, Bourgogne-Franche-Comté, Bretagne, Île-de-France, Pays de la Loire et dans les régions d'outre-mer.
| Régions                             | Nombre de voix | %exprimés |
| ----------------------------------- | -------------- | --------- |
| Aquitaine-Limousin-Poitou-Charentes | 24 964         | 1,21      |
| Auvergne-Rhône-Alpes                | 173 024        | 6,90      |
| Centre-Val de Loire                 | 56 764         | 6,60      |
| Languedoc-Roussillon-Midi-Pyrénéés  | 17 093         | 0,83      |
| Nord-Pas-de-Calais-Picardie         | 108 004        | 4,83      |
| Normandie                           | 8 996          | 0,79      |
| Provence-Alpes-Côte d'Azur          | 11 275         | 0,64      |

À l'issue de ces élections, Nouvelle Donne obtient une conseillère régionale en Auvergne-Rhône-Alpes, Fabienne Grébert, première élue sous les couleurs du mouvement.

#### Élection présidentielle de 2017
Pierre Larrouturou, co-président de Nouvelle Donne, exclu puis réintégré au sein du parti par la majorité des adhérents lors d'une consultation interne en 2016, est candidat à l'élection présidentielle française de 2017. Sa candidature devait initialement s'insérer dans la primaire citoyenne de 2017 mais le premier secrétaire du PS Jean-Christophe Cambadélis la recale.
Le parti se lance alors dans la recherche des cinq cents signatures pour se présenter à l'élection présidentielle. Pierre Larrouturou lance, le 23 février 2017, un appel avec 5 autres candidats à l'élection présidentielle, pour dénoncer le « verrou anti-démocratique ». Il annonce à cette occasion avoir besoin d'encore au moins deux cents parrainages pour pouvoir être candidat. Cependant, il ne parvient finalement pas à être candidat, ne totalisant que trente-trois parrainages validés par le Conseil constitutionnel.
Le 30 mars 2017, des membres du parti décident dans une tribune de soutenir la candidature de Jean-Luc Mélenchon. La position officielle du parti demeure néanmoins l'union des deux principaux candidats de gauche.

#### Élections législatives de 2017
Lors des élections législatives de 2017, Nouvelle Donne a présenté 88 candidats sur toute la France. Bien que n'ayant eu aucun candidat élu ou au second tour, le parti parvient tout de même à dépasser les 50 candidats à plus de 1 % des suffrages exprimés, synonyme de financement public pour les cinq prochaines années.

#### Élections européennes de 2019
Le parti est engagé dans les élections européennes de 2019. Nouvelle Donne milite pour un grand rassemblement des listes de gauche écologistes afin de proposer une liste commune engagée à l'échelle européenne dans la lutte contre le réchauffement climatique et contre les inégalités sociales.
Le 25 mars 2019, Nouvelle Donne annonce son engagement dans une liste d'union de la gauche aux côtés de Place publique et du Parti socialiste, menée par Raphaël Glucksmann comme tête de liste. Pierre Larrouturou fait partie des premiers candidats de cette liste qui compte des candidats de chaque parti. À l'issue du scrutin, le parti obtient son premier député européen en la personne de Pierre Larrouturou.

#### Élections présidentielles et législatives de 2022
Nouvelle Donne soutient la Primaire populaire et présente la candidature de Pierre Larrouturou. Celui-ci arrive en quatrième position, derrière Christiane Taubira, Yannick Jadot et Jean-Luc Mélenchon et devant Anne Hidalgo. À la suite de l'échec de Christiane Taubira dans sa recherche de parrainages, un scrutin interne appelle à voter pour « le candidat de la gauche écologiste et sociale le mieux placé pour accéder au second tour »[source secondaire souhaitée].
Le 20 mai 2022, le parti publie un communiqué détaillant son soutien à la Nouvelle Union populaire écologique et sociale (Nupes) et le retrait de 60 candidatures afin de faciliter une victoire électorale d'une gauche unie. Il ne fait pas partie de ladite coalition, mais appelle ses « militants et sympathisants » à soutenir la NUPES dans sa campagne[source secondaire souhaitée].

## Orientation politique

### Projet
Nouvelle Donne prône un renouvellement des pratiques démocratiques, une politique active de lutte contre le chômage, qui passerait notamment par des mesures pour favoriser la réduction du temps de travail et une politique de lutte contre le changement climatique et ses conséquences.
Il axe sa critique du gouvernement socialiste français sous la présidence de François Hollande sur son incapacité à résoudre le problème du chômage et de la précarité. Il critique en particulier le fait que cette lutte soit concentrée sur la tentative de relance de la croissance. Ce raisonnement issu des réflexions de Pierre Larrouturou ou de celles plus anciennes du rapport Meadows s'appuie notamment sur la courbe de l'évolution de la croissance en France sur les cinquante dernières années, décennie par décennie, en baisse constante.  
Face à une financiarisation de l'économie jugée excessive, Nouvelle Donne propose de réorienter la création monétaire vers la transition écologique et l'amélioration du pouvoir d'achat. Le mouvement reprend à son compte la proposition portée par le Collectif Roosevelt de « refinancer la vieille dette des États à 1 % ». Dans le même temps, il prétend réorienter l'aide publique des grands groupes vers les PME, en exonérant notamment celles-ci d'impôt sur les sociétés pendant trois ans pour « sortir de la crise » et en instaurant un « Small Business Act » à la française.

### Positionnement
Nouvelle Donne ne porte au départ que vingt propositions, pour la plupart issues du collectif Roosevelt. Le mouvement prétend rassembler au-delà des clivages habituels, sur le modèle du Conseil national de la résistance. Le cœur de son positionnement consiste dans le rejet des formes politiques traditionnelles, en considérant que le clivage traditionnel gauche-droite est fortement brouillé, voire pour certains adhérents obsolète.
La charte de Nouvelle Donne rejette explicitement l’extrémisme et proclame que « Nouvelle Donne est porteur d’une vision à long terme de transformation de la société, et propose des actions immédiates ou à court terme pour la mettre en œuvre. ». Elle proclame également que « [le] mouvement est constructif. Il ne s’autorise de critique que lorsqu’il est en mesure de faire des propositions alternatives ».
Cependant, Nouvelle Donne n'hésite pas à se positionner sur des sujets polémiques, en rejetant par exemple le partenariat transatlantique de commerce et d'investissement, ou projet d'aéroport du Grand Ouest à Notre-Dame-des-Landes, car ces deux projets sont jugés contraires aux valeurs portées par le mouvement.
D'autre part, dans le cadre de sa participation aux élections européennes en 2014, Nouvelle Donne rejette la possibilité d'une alliance avec le Parti populaire européen et le Parti socialiste européen, car « il ne faut pas attendre de ceux qui ont créé les problèmes les solutions pour les résoudre », en ciblant explicitement le PS et l'UMP.

### Fondements idéologiques et philosophiques
L’adhésion à Nouvelle Donne vaut d’après ses statuts adhésion à deux textes : l’Appel pour une nouvelle donne et la Charte. Ces textes permettent de situer le mouvement par rapport à un certain nombre d’idées politiques préexistantes : le progressisme, l’écologie politique, et l’humanisme sont clairement affirmés. Le mouvement est aussi identifiable comme interventionniste ou porteur d’un idéal de démocratie participative voire de socialisme démocratique. Mais bien que son histoire soit en partie liée à la motion 4 du Parti socialiste, le mouvement ne se revendique pas comme « socialiste ». De même, alors qu'il est classé à gauche par la plupart des observateurs,,, aucun de ces deux textes fondateurs ne mentionne d'appartenance à une droite ou une gauche politique.

## Personnalités

### Bureau national

#### 2015-2016
- Co-présidents : Nathalie Cayet et Pierre Larrouturou[48]
- Membres du bureau national : Patrick Colin de Verdière, Jean-Baptiste Coutelis, Dominique Dujardin, Narjesse Forestier, Nicolas Gouvernel, Xavier Hervo, Anne Joubert, Sylvie Justome, Anne Lefevre, Max-Alain Obadia, Yves Soret et Mélanie Tissier.

#### 2017-2018
- Co-présidents : Nicole Lozano et Arnaud Lelache
- Membres du bureau national : Anne Hessel, Pierre Larrouturou, Simone Sebban, Olivier Aslangul, Dominique Deharbe, Marie-Thérèse Mantoni, Nathan Burlon

#### 2019-2020
- Co-présidents : Aline Mouquet et Arnaud Lelache (jusqu'en septembre 2019) puis Gilles Pontlevoy
- Membres du bureau national : Olivier Aslangul (trésorier), Maylis Lavau Malfroy (porte-parolat jusqu'en septembre 2019), Nicole Lozano (communication interne), Guillaume Jaouen (communication interne et externe), Sylvie Joncour (liens avec les comités locaux), Yves Soret (porte-parolat), Élisabeth Gleizes (secrétariat).

#### 2021-2023
- Co-présidents : Aline Mouquet et Gilles Pontlevoy
- Membres du bureau national : Olivier Aslangul (trésorier), Margot Smirdec, Olivier Randria et Denis Louviot (porte-paroles), Zélia Genissel (formation des adhérents), Antoine Hermelin (communication, pôle informatique), Sylvie Joncour et Dominique Badet (animation des territoires), Zbyslaw Adamus, Marie-Thérèse Mantoni et Christian Bélisson (conseil programmatique), Élisabeth Gleizes (Relations avec le comité d'éthique et de suivi), Irène Schaub (secrétariat).

### Élus

#### Nationaux
- Pierre Larrouturou, député européen de 2019 à 2024.

#### Locaux
- Fabienne Grébert, conseillère régionale d'Auvergne-Rhône-Alpes jusqu'en 2016.
- Barthélémy Gonella, conseiller départemental dans le Finistère depuis 2021.
- Aline Mouquet, conseillère départementale en Gironde depuis 2022.
- David Derrouet, maire de Fleury-Mérogis (Essonne) jusqu'en 2017.
- Philippe Salmon, maire de Bruz (Ille-et-Vilaine)
- Une trentaine de conseillers municipaux depuis 2020.

## Résultats électoraux

### Élections législatives
| Année | Premier tour | Premier tour | Second tour | Second tour | Sièges  | Rang | Gouvernement        |
| Année | Voix         | %            | Voix        | %           | Sièges  | Rang | Gouvernement        |
| ----- | ------------ | ------------ | ----------- | ----------- | ------- | ---- | ------------------- |
| 2024b | 19 107       | 0,06         | 21 683      | 0,08        | 0 / 577 | 53e  | Extra-parlementaire |

a Au sein du Nouveau Front populaire.

### Élections européennes
| Année | Voix      | %    | Sièges | Tête de liste      |
| ----- | --------- | ---- | ------ | ------------------ |
| 2014  | 549 734   | 2,90 | 0 / 74 | Pierre Larrouturou |
| 2019  | 1 403 170 | 6,19 | 1 / 79 | Raphaël Glucksmann |
| 2024  | 13 068    | 0,05 | 0 / 81 | Pierre Larrouturou |